# Аслан Масхадов
Аслан (Халид) Алијевич Масхадов (чеч. Аслан Али кӏант Масхадан, Aslan Ali-khant Masxadaŋ; Караганда, 21. септембар 1951 — Толстој-Јурт, 8. март 2005) био је чеченски сепаратиста, дивизијски генерал и трећи председник самопроглашене Чеченске републике Ичкерије. Завршио је 1972 године артиљеријску школу Совјетске армије и служио је у Мађарској као официр у самоходној артиљерији све до 1986. Од 1990. године је био начелник штаба совјетских ракетно-артиљеријских снага у Вилнусу.
Током првог чеченског рата био је начелник штаба сепаратистичких снага и сматра се једним од најзаслужнијих за чеченску победу у овом рату. Председник Џохар Дудајев га је фебруара 1995. унапредио у чин дивизијског генерала. Октобра 1996. је именован за премијера Ичкерије, а два месеца касније и за председника. Свргнут је са власти током Другог чеченског рата, након чега се повукао у планине. Масхадова је 2005. убио његов нећак да би спречио заробљавање од стране специјалаца Руске ФСБ, који су их опколили.